# Destilador

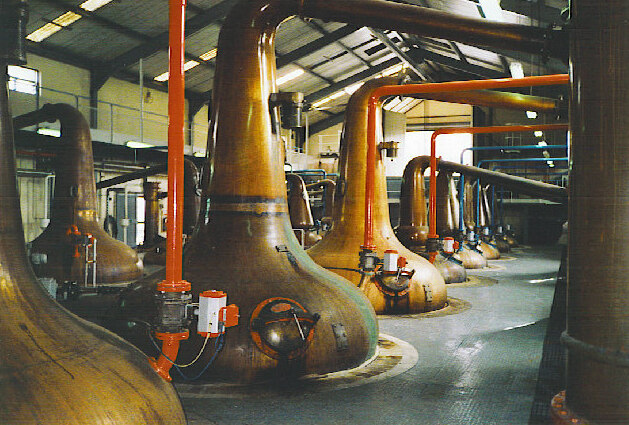
Destiladores de cuello de cisne de en la destilería Glenfiddich

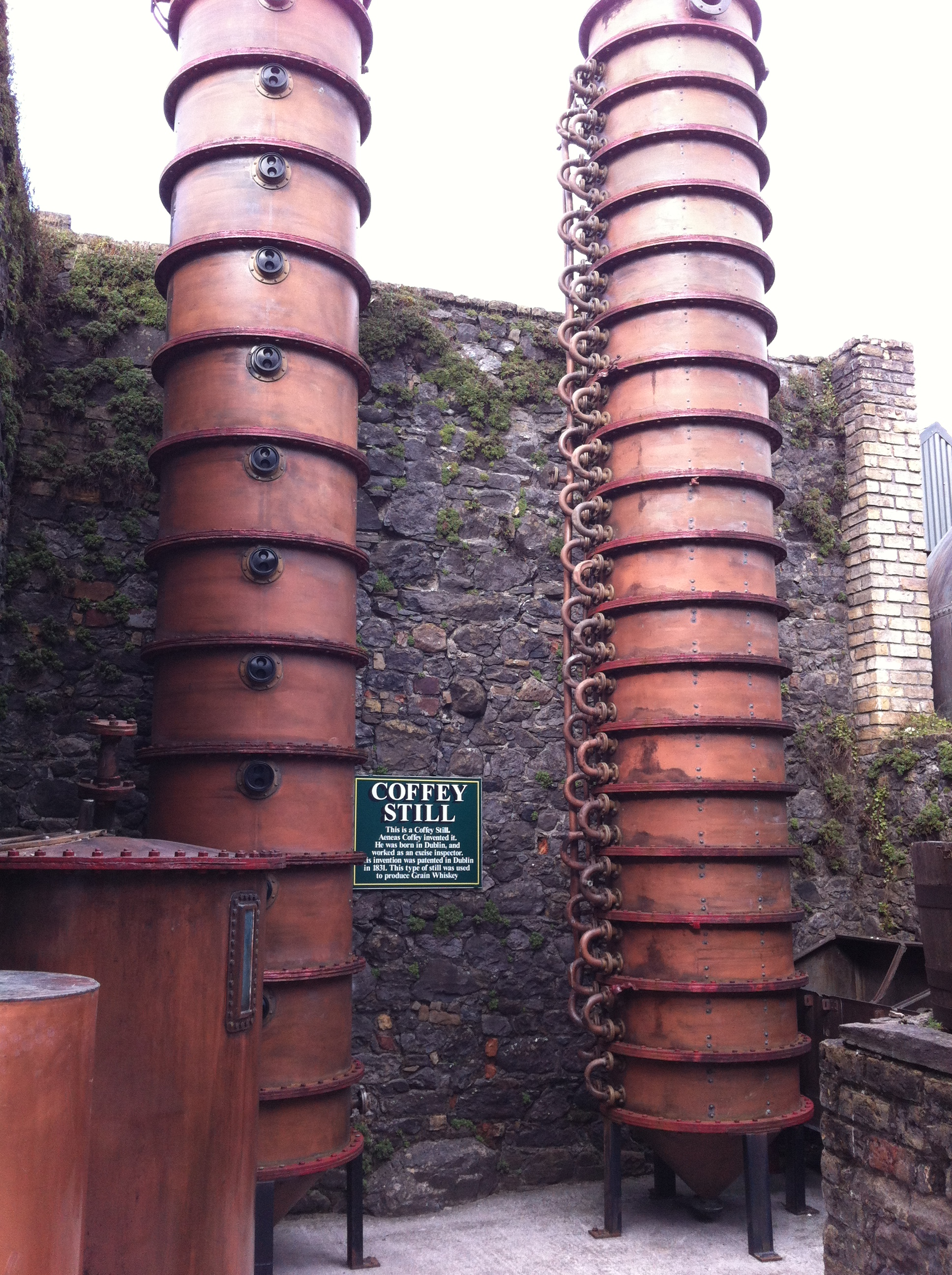
Columna de destilación de la destilería Kilbeggan en el condado de Westmeath en Irlanda; Armagnac también se produce con columnas fijas.

Un destilador es un aparato usado para destilar mezclas de líquidos con distinto punto de ebullición haciendo que hiervan y luego enfriando para condensar el vapor. Un destilador utiliza los mismos conceptos que un equipo de destilación básico, pero en una escala mucho mayor. Se han utilizado destiladores para producir perfumes y medicamentos, agua para inyectables (WFI) para uso farmacéutico, generalmente para separar y purificar diferentes productos químicos y para producir bebidas destiladas que contienen etanol . 

## Aplicación
Como el etanol hierve a una temperatura mucho menor que el agua, la destilación simple puede separar el etanol del agua aplicando calor a la mezcla. Históricamente, se usó un recipiente de cobre para este propósito, ya que el cobre elimina los compuestos indeseables a base de azufre del alcohol. Sin embargo, muchos destiladores modernos están hechos de tubos de acero inoxidable con revestimientos de cobre para evitar la erosión de toda la caldera y menores niveles de cobre en el producto de desecho (que en grandes destilerías se procesa para convertirse en alimento para animales). Todos los destiladores de cobre requerirán reparaciones cada ocho años aproximadamente debido a la precipitación de compuestos sulfurados de cobre. La industria de bebidas fue la primera en implementar un moderno aparato de destilación y lideró el desarrollo de estándares de equipos que ahora son ampliamente aceptados en la industria química. 

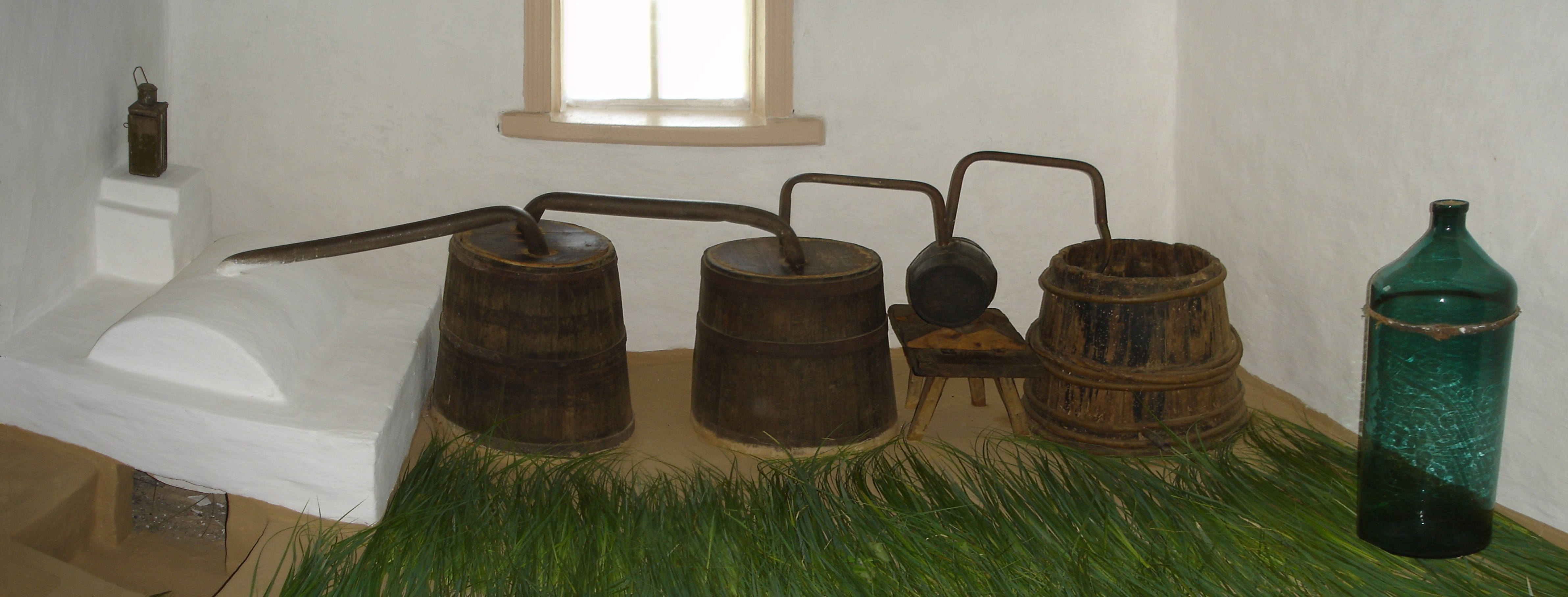
Viejo destilador de vodka ucraniano

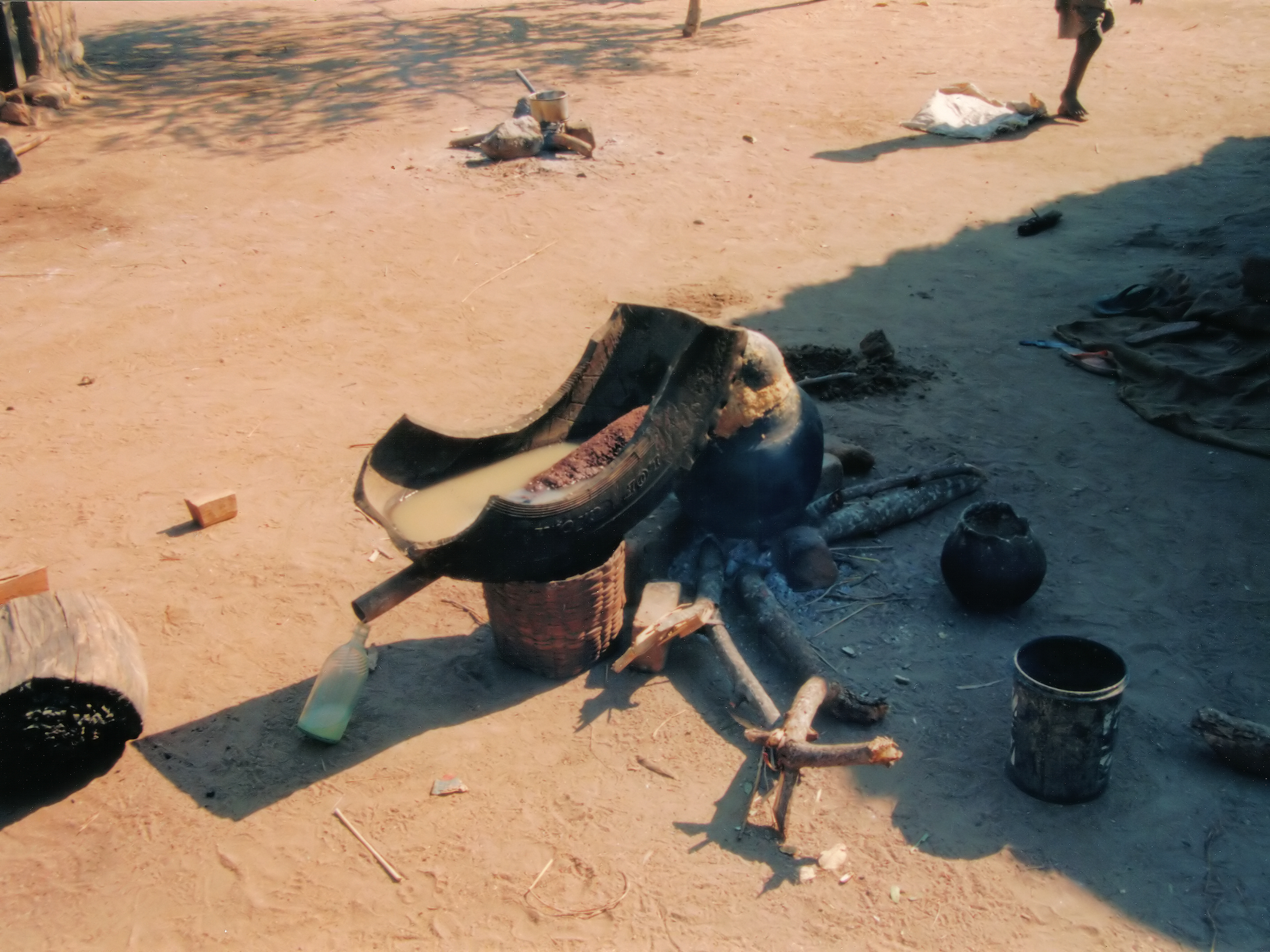
Destilador artesanal zambiano Kachasu

También hay un uso cada vez mayor de la destilación de ginebra en vidrio y PTFE, e incluso a presiones reducidas, para facilitar un producto más fresco. Esto es irrelevante para la calidad del alcohol, ya que el proceso comienza con el alcohol de grano triple destilado y la destilación se usa únicamente para recolectar sabores botánicos como el limoneno y otros compuestos similares al terpeno. El alcohol etílico está relativamente sin cambios. 
El aparato de destilación estándar más simple se conoce comúnmente como alambique, que consiste en una sola cámara calentada y un recipiente para recoger el alcohol purificado. Un alambique incorpora solo una condensación, mientras que otros tipos de equipos de destilación tienen múltiples etapas que resultan en una mayor purificación del componente más volátil (alcohol). La destilación en macetas da una separación incompleta, pero esto puede ser deseable para el sabor de algunas bebidas destiladas . 
Si se desea un destilado más puro, la solución más común sigue siendo un reflujo. Los alambiques de reflujo incorporan una columna de fraccionamiento, comúnmente creada al llenar los recipientes de cobre con cuentas de vidrio para maximizar la superficie de contacto disponible. A medida que el alcohol hierve, condensa y vuelve a hervir a través de la columna, el número efectivo de destilaciones aumenta considerablemente. El vodka, la ginebra y otros espíritus de grano neutro se destilan mediante este método, luego se diluyen a concentraciones apropiadas para el consumo humano. 
Los productos alcohólicos de las destilerías domésticas son comunes en todo el mundo, pero a veces violan los estatutos locales. El producto de los alambiques ilegales en los Estados Unidos se conoce comúnmente como Moonshine y en Irlanda, poitín. Sin embargo, el poitín, aunque ilegalizado en 1661, ha sido legal para la exportación en Irlanda desde 1997.  Tenga en cuenta que el término Moonshine a menudo se usa de forma incorrecta, ya que muchos creen que es un tipo específico de alcohol altamente resistente que se destiló del maíz, pero que en realidad puede referirse a cualquier alcohol destilado ilícitamente.